# Wojciech Prymlewicz
Wojciech Prymlewicz (ur. 25 lipca 1994) – polski piłkarz ręczny, prawoskrzydłowy, od 2013 zawodnik Wybrzeża Gdańsk.
Wychowanek Czarnych Regimin, następnie zawodnik pierwszoligowego SMS-u Gdańsk. W 2013 przeszedł do Wybrzeża Gdańsk, w którego barwach zadebiutował w sezonie 2014/2015 w Superlidze. W sezonie 2016/2017 rozegrał w najwyższej klasie rozgrywkowej 28 meczów i zdobył 82 bramki. W sezonie 2017/2018 wystąpił w 34 spotkaniach, w których rzucił 133 gole. W sezonie 2018/2019 rozegrał 34 mecze i zdobył 75 bramek.
W styczniu 2015 wraz z młodzieżową reprezentacją Polski uczestniczył w turnieju eliminacyjnym do mistrzostw świata U-21, w którym zdobył trzy gole.
W 2014 zadebiutował w reprezentacji Polski B. W kolejnych latach wystąpił w jej barwach w kilkunastu meczach towarzyskich.